# Premi Robert 1989
La 6ª edizione dei Premi Robert si è svolta a Copenaghen nel 1989.

## Vincitori
- Miglior film: Skyggen af Emma, regia di Søren Kragh-Jacobsen
- Miglior attore protagonista: Börje Ahlstedt - Skyggen af Emma
- Miglior attrice protagonista: Karina Skands - Himmel og helvede
- Miglior attore non protagonista: Erik Mørk - Himmel og helvede
- Miglior attrice non protagonista: Harriet Andersson - Himmel og helvede
- Miglior fotografia: Dan Laustsen - Skyggen af Emma
- Miglior montaggio: Leif Axel Kjeldsen - Skyggen af Emma
- Miglior scenografia: Palle Arestrup - Himmel og helvede
- Migliori costumi: Annelise Hauberg - Katinka storia romantica di un amore impossibile (Ved vejen)
- Miglior musica: Jacob Groth - Guldregn
- Miglior sonoro: Niels Arild - Himmel og helvede
- Miglior film straniero: Bagdad Café (Out of Rosenheim), regia di Percy Adlon
- Miglior cortometraggio/documentario: Lys, regia di Jens Jørgen Thorsen